# 蘇大治
蘇大治（1837年—1886年），字立堂，号树滋，湖南茶陵枣市枣园人，清朝政治人物、同進士出身。
同治七年（1868年）戊辰科進士，授戶部主事，分派陕西司主政，兼福建司。同治十一年，母喪丁憂。光緒八年，返京供職。